# نصير أباد (همت أباد)
نصیر أباد (بالفارسية: نصیرآباد) هي مستوطنة تقع في إيران في قسم همت أباد الريفي. يقدر عدد سكانها بـ 211 نسمة .